# Campeonato Europeo de Remo de 1962
El LII Campeonato Europeo de Remo se celebró en Berlín Oriental (RDA) en 1962 bajo la organización de la Federación Internacional de Sociedades de Remo (FISA).
En total se disputaron cinco pruebas diferentes, todas ellas en la categoría femenina.

## Medallero
| Núm. | País           | Oro | Plata | Bronce | Total |
| ---- | -------------- | --- | ----- | ------ | ----- |
| 1    | URSS           | 3   | 1     | 1      | 5     |
| 2    | Rumania        | 1   | 0     | 2      | 3     |
| 3    | Checoslovaquia | 1   | 0     | 1      | 2     |
| 4    | RDA            | 0   | 3     | 1      | 4     |
| 5    | Reino Unido    | 0   | 1     | 0      | 1     |
|      | TOTAL          | 5   | 5     | 5      | 15    |